# Nasiaeschna pentacantha
Nasiaeschna pentacantha – gatunek ważki z rodziny żagnicowatych (Aeshnidae); jedyny przedstawiciel rodzaju Nasiaeschna. Występuje na terenie Ameryki Północnej – w USA i południowej Kanadzie.